# Sainte-Colombe (Charente-Maritime)
Sainte-Colombe – miejscowość i gmina we Francji, w regionie Nowa Akwitania, w departamencie Charente-Maritime.
Według danych na rok 1990 gminę zamieszkiwało 120 osób, a gęstość zaludnienia wynosiła 27 osób/km² (wśród 1467 gmin regionu Poitou-Charentes Sainte-Colombe plasuje się na 873. miejscu pod względem liczby ludności, natomiast pod względem powierzchni na miejscu 1094.).